# Münzenberg (Hesja)
Münzenberg − miasto w Niemczech, w kraju związkowym Hesja, w rejencji Darmstadt, w powiecie Wetterau.

## Geografia
Münzenberg położony jest na północnym skraju doliny Wetterau nad rzeką Wetter. Od 1971 w skład miasta wchodzą dzielnice Münzenberg, Trais, Gambach i Ober-Hörgern.

## Historia

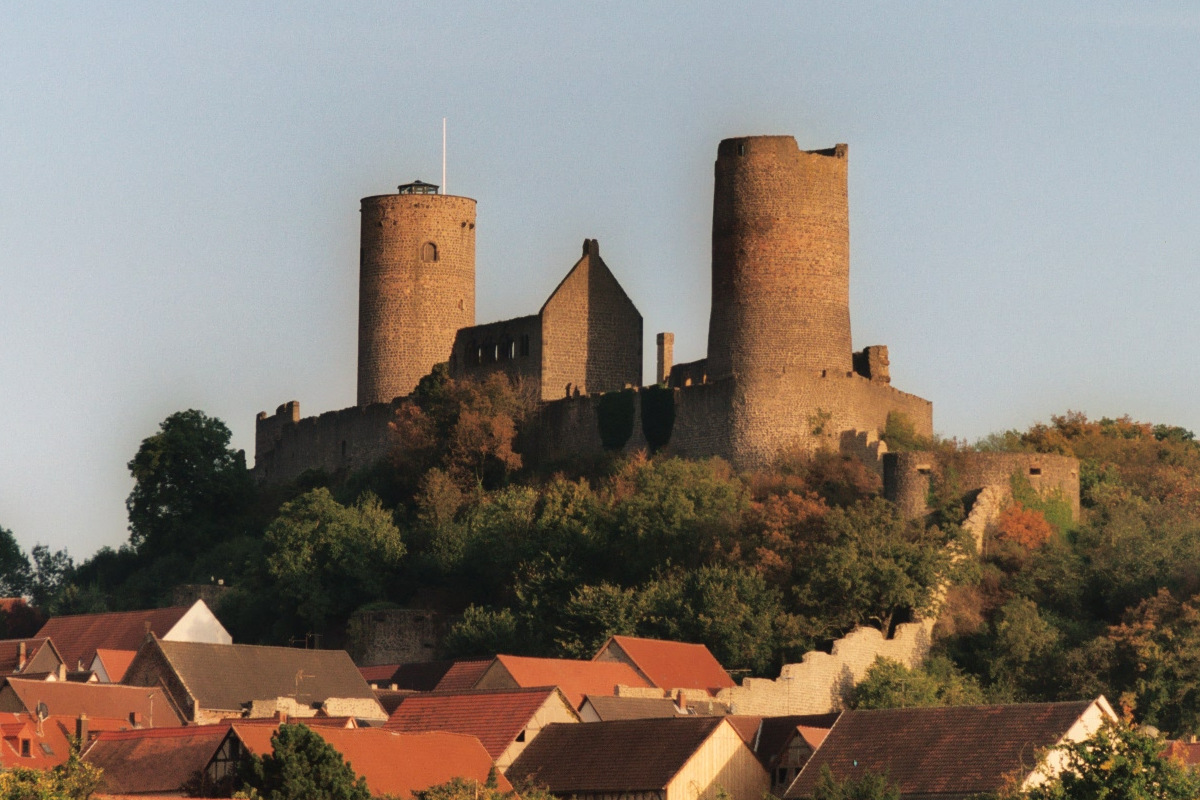
Zamek Münzenberg

W 790 w dokumentach pisanych wspomniano miejscowość Trais (dawniej samodzielna miejscowość obecnie dzielnica Münzenbergu). W 798 w dokumentach wymieniono Gambach (dawniej samodzielna miejscowość obecnie dzielnica Münzenbergu).
W pierwszej połowie XII wieku wybudowano zamek Münzenberg. W 1245 Münzenberg otrzymał prawa miejskie.

## Zabytki
- zamek Münzenberg - średniowieczny zamek, zwany również Münzenburg. Był jednym z ważniejszych (obok Wartburga) zamków średniowiecznych na terenie Niemiec. Z powodu swojego kształtu nazywany jest "kałamarzem" (niem. Wetterauer Tintenfass[2][3]). Zrujnowany podczas wojny trzydziestoletniej, nigdy nie odbudowany − ruiny poddano konserwacji w poł. XIX wieku.

## Atrakcje turystyczne
- ogród geologiczny w pobliżu ruin zamkowych[4].
- muzealny pociąg kursujący między Münzenbergiem a Bad Nauheim[5].

## Współpraca
Miejscowość partnerska:
- Ronneburg, Turyngia